# Gwanak-gu
Gwanak-gu (관악구) ist einer der 25 Stadtteile Seouls. Er liegt am südlichen Stadtrand und ist nach dem Berg Gwanak benannt. Nordwestlich des Berges befindet sich der Campus der wichtigsten koreanischen Universität, der Seoul National University (SNU). Die Einwohnerzahl beträgt 486.160 (Stand: Mai 2021).

## Bezirke

Gwanak-gu besteht aus 21 Dongs:
- Seowon
- Sinwon
- Seorim
- Nangok
- Sinsa
- Sillim
- Samseong
- Nanhyang
- Jowon
- Daehak
- Miseong
- Euncheon
- Seonghyeon
- Cheongnyong
- Boramae
- Cheongnim
- Haengun
- Nakseongdae
- Jungang
- Inheon
- Namhyeon

## Galerie

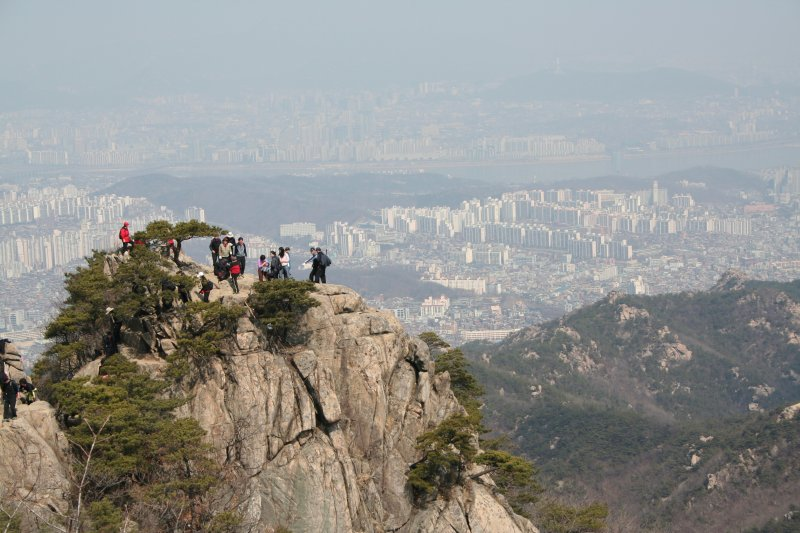
Gwanaksan
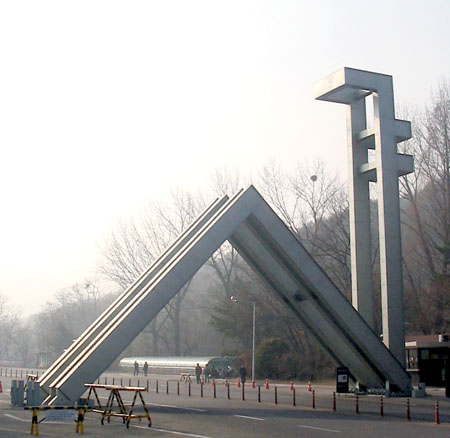
Haupttor der SNU
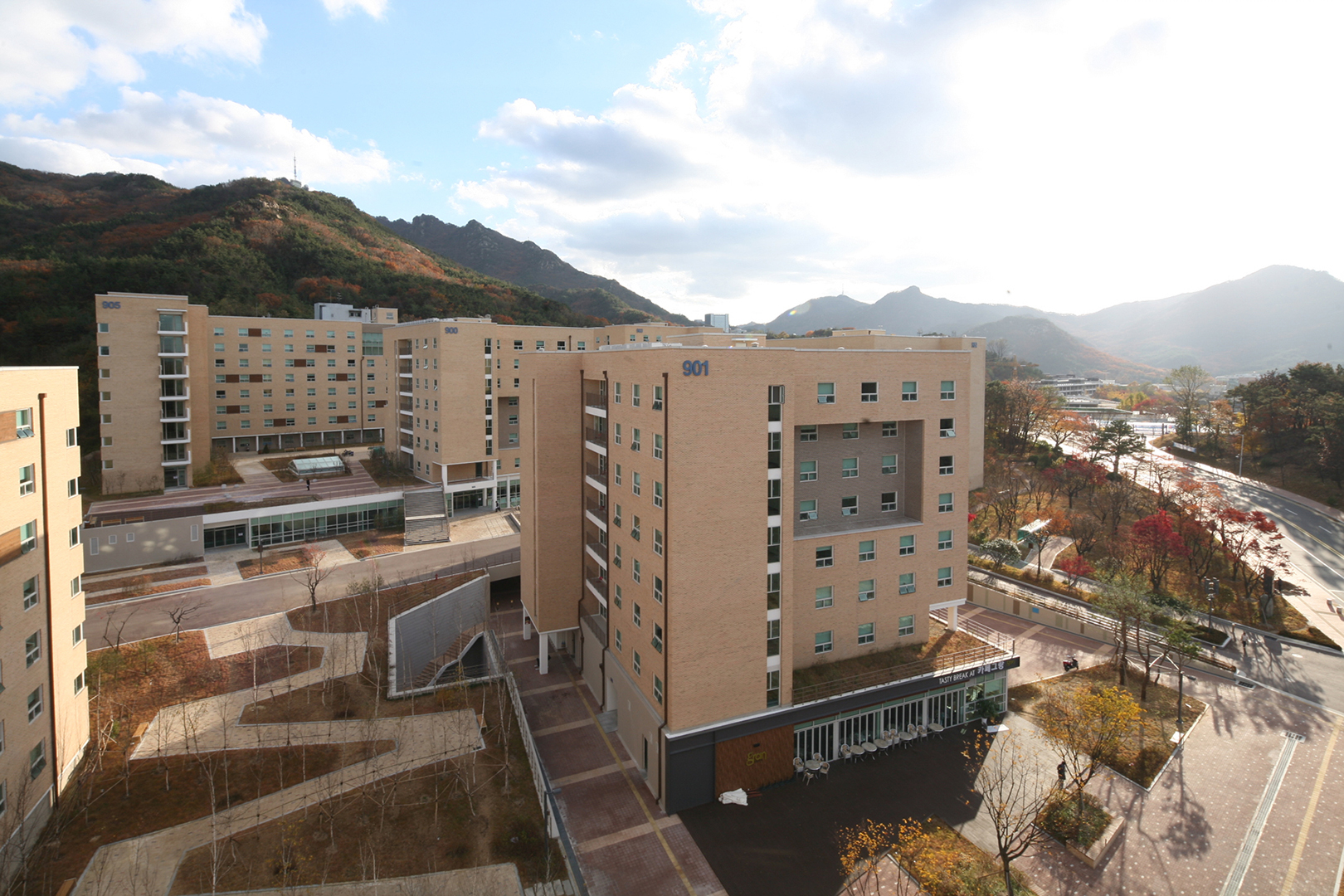
Studentenwohnheim

## Sehenswürdigkeiten
- Seoul National University
  - Kyujanggak Archiv
  - Seoul National University Museum of Modern Art
- Horim Museum
- Nokdu Straße
- Nakseongdae Park
  - Anguk Schrein
- Gwanaksan (Berg Gwanak)